# Bruno Sammartino
Bruno Leopoldo Francesco Sammartino (født 6. oktober 1935 - 18. april 2018) var en italiensk-amerikansk professionel wrestler, der er mest kendt som den længst regerende verdensmester i World Wide Wrestling Federation (WWWF), hvor han holdt WWWF World Heavyweight Championship to gange i en samlet periode på over 11 år (4.040 dage). Samtidig var hans første periode som verdensmester fra 1963 til 1971 den længste som verdensmester nogensinde.
Bruno Sammartinos wrestlingstil var meget gulv-baseret, ligesom mange andre wrestlere dengang. Hans styrke og karisma hjalp ham til at blive én af de mest populære amerikanske wrestlere i 1960'erne og 1970'erne. Mens Sammartino wrestlede, holdt WWWF langt de fleste wrestlingshows i Madison Square Garden, og Sammartino har rekorden for at være i flest af disse shows main event, heriblandt 187 udsolgte shows.
Siden Sammartino indstillede karrieren i slutningen af 1980'erne, har han været meget kritisk over for moderne wrestling, bl.a. pga. overdrevne storylines, stofmisbrug og steroider. Han har kritiseret Vince McMahon, ejeren af World Wrestling Entertainment (WWE), og han har nægtet at give kommentarer til de dokumentarer, som WWE har lavet om hans legendariske karriere.
I 2013 lykkedes det dog den 13-dobbelte verdensmester Paul "Triple H" Levesque, der er McMahons svigersøn og har en chefstilling i WWE, at overtale Bruno Sammartino til at lade sig indtræde i WWE Hall of Fame i forbindelse med WrestleMania XXIX. Samtidig betyder det også, at Sammartino fremover vil medvirke i forskellige produktioner fra WWE, heriblandt liveshows, dokumentarer og interview.

## VM-titler
Bruno Sammartino er en dobbelt verdensmester. Han har vundet VM-titlen begge gange i World Wide Wrestling Federation (WWWF). I alt har Sammartino været verdensmester i 4.040 dage, hvilket kun er overgået af Verne Gagne i American Wrestling Association (AWA). Hans første periode som verdensmester på 2.803 dage er den længste nogensinde.
| Nr. | VM-titel                            | Modstander   | Org. | Dato              | Show     | Dage  | Efterfølger   |
| --- | ----------------------------------- | ------------ | ---- | ----------------- | -------- | ----- | ------------- |
| 1   | WWWF World Heavyweight Championship | Buddy Rogers | WWWF | 17. maj 1963      | Liveshow | 2.803 | Pedro Morales |
| 2   | WWWF World Heavyweight Championship | Stan Stasiak | WWWF | 10. december 1973 | Liveshow | 1.237 | Billy Graham  |